# Gömbös-kormány
A Gömbös-kormány 1932. október 1-től 1936. október 6-ig kormányozta Magyarországot.

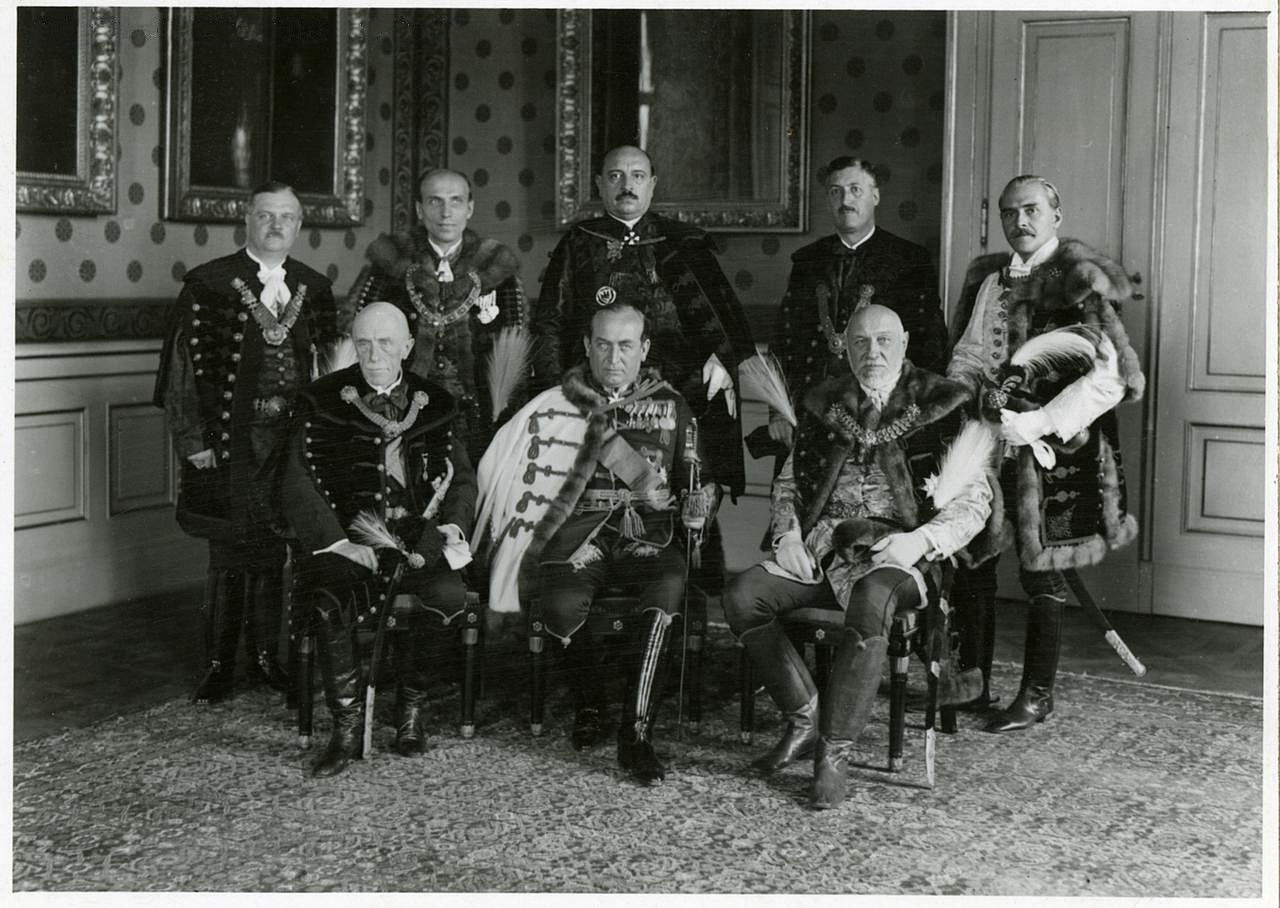
Gömbös Gyula kormánya az eskütételkor a miniszterelnökségen

## Története

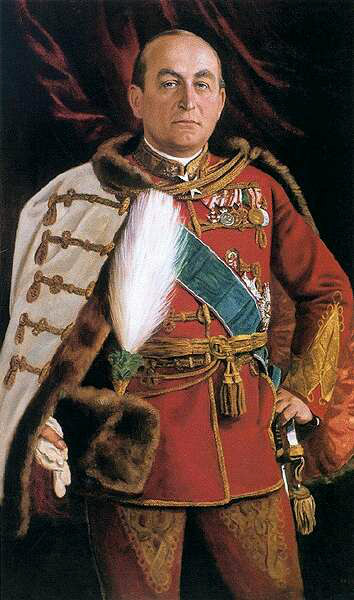
Gömbös Gyula

A kormányzó Egységes Párt Gömbös javaslatára és nyomására alig három héttel a kormány megalakulása után, 1932. október 27-én felvette a Nemzeti Egység Pártja nevet. A Gömbös-kormány alatt született meg a kereskedelem- és közlekedésügyi miniszteri tisztség a korábbi Kereskedelemügyi Minisztérium és a közlekedési ügyekért felelős hivatalos szervek egy minisztériummá szervezésével. Ezen kívül létrehozták az Iparügyi Minisztériumot is, mindkettőt 1935. augusztus 1-jei kezdettel.
A kormány Gömbös halálát (1936. október 6.) követően feloszlott; a minisztériumi átszervezések és az új minisztériumok azonban megmaradtak.

## A kormány tagjai
| Név                                       | Hivatal kezdete     | Hivatal vége        | Párt                  | Megjegyzés     |
| Miniszterelnök                            | Miniszterelnök      | Miniszterelnök      | Miniszterelnök        | Miniszterelnök |
| ----------------------------------------- | ------------------- | ------------------- | --------------------- | -------------- |
| Gömbös Gyula                              | 1932. október 1.    | 1936. október 6.    | Nemzeti Egység Pártja |                |
| Darányi Kálmán                            | 1936. október 6.    | 1936. október 12.   | Nemzeti Egység Pártja |                |
| Belügyminiszter                           |                     |                     |                       |                |
| Keresztes-Fischer Ferenc                  | 1932. október 1.    | 1935. március 4.    | Nemzeti Egység Pártja |                |
| Kozma Miklós                              | 1935. március 4.    | 1936. október 12.   | Nemzeti Egység Pártja |                |
| Külügyminiszter                           |                     |                     |                       |                |
| Puky Endre                                | 1932. október 1.    | 1933. január 9.     | Nemzeti Egység Pártja |                |
| Gömbös Gyula                              | 1933. január 9      | 1933. február 4.    | Nemzeti Egység Pártja |                |
| Kánya Kálmán                              | 1933. február 4.    | 1936. október 12.   | Nemzeti Egység Pártja |                |
| Pénzügyminiszter                          |                     |                     |                       |                |
| Imrédy Béla                               | 1932. október 1.    | 1935. január 6.     | Nemzeti Egység Pártja |                |
| Fabinyi Tihamér                           | 1935. január 6.     | 1936. október 12.   | Nemzeti Egység Pártja |                |
| Honvédelmi miniszter                      |                     |                     |                       |                |
| Gömbös Gyula                              | 1932. október 1.    | 1936. szeptember 2. | Nemzeti Egység Pártja |                |
| Somkuthy József                           | 1936. szeptember 2. | 1936. október 12.   | pártonkívüli          |                |
| Igazságügy-miniszter                      |                     |                     |                       |                |
| Lázár Andor                               | 1932. október 1.    | 1936. október 12.   | Nemzeti Egység Pártja |                |
| Földművelésügyi miniszter                 |                     |                     |                       |                |
| Kállay Miklós                             | 1932. október 1.    | 1935. január 9.     | Nemzeti Egység Pártja |                |
| Darányi Kálmán                            | 1935. január 9.     | 1936. október 12.   | Nemzeti Egység Pártja |                |
| Vallás- és közoktatásügyi miniszter       |                     |                     |                       |                |
| Hóman Bálint                              | 1932. október 1.    | 1936. október 12.   | Nemzeti Egység Pártja |                |
| Kereskedelem- és közlekedésügyi miniszter |                     |                     |                       |                |
| Fabinyi Tihamér                           | 1932. október 1.    | 1935. március 4.    | Nemzeti Egység Pártja |                |
| Bornemisza Géza                           | 1935. március 4.    | 1935. július 31.    | Nemzeti Egység Pártja |                |
| Winchkler István                          | 1935. július 31.    | 1936. október 12.   | Nemzeti Egység Pártja |                |